# 호겐
호겐(保元, ほうげん/ほげん)은 일본의 연호(元号) 중 하나이다.
- 전후 : 규주(久寿) 이후 - 헤이지(平治) 이전.
- 시기 : 1156년 ~ 1158년
- 천황 : 고시라카와 천황, 니조 천황

## 개원(改元)
- 규주 3년 4월 27일(율리우스력 1156년 5월 18일), 고시라카와 천황의 즉위에 의해 개원.
- 호겐 4년 4월 20일(율리우스력 1159년 5월 9일), 헤이지로 개원된다.

## 출전
『안씨가훈』의 「加以砂礫所傷，慘於矛戟，諷刺之禍，速乎風塵，深宜防慮，以保元吉。」

## 호겐 시기에 일어난 일
- 원년
  - 호겐의 난
- 3년
  - 고시라카와 천황이 니조 천황에게 양위하고 인세이(院政, 천황의 직계존속인 상황이 천황을 대신해 정무를 직접 돌보는 형태의 정치)를 개시한다.

## 서력과의 대조표
| 호겐 | 원년   | 2년    | 3년    | 4년    |
| ---- | ------ | ------ | ------ | ------ |
| 서력 | 1156년 | 1157년 | 1158년 | 1159년 |
| 간지 | 병자   | 정축   | 무인   | 기묘   |

## 같이 보기
- 일본의 연호 일람

| 이전 규주 | 일본의 연호 1156년 ~ 1159년 | 다음 헤이지 |